# Mook en Middelaar
Mook en Middelaar (phát âmⓘ) là một đô thị ở khu vực trung-đông của Hà Lan, tại mũi phía bắc của tỉnh Limburg. 
Mookerheide nằm ở giáp giới của Mook, là nơi diễn ra trận Mookerheyde năm 1574, một phần của chiến tranh 8 năm.

## Các trung tâm dân cư
- Middelaar
- Molenhoek
- Mook
- Plasmolen

## Những người sinh ra tại Mook en Middelaar
- Arjen Teeuwissen (*1971)
- Thijs Megens (1985)